# Quesnoy-sur-Deûle
Quesnoy-sur-Deûle è un comune francese di 6 985 abitanti situato nel dipartimento del Nord nella regione dell'Alta Francia.

## Storia

### Simboli
Nel 1909 il canonico Théodore Leuridan diede alle stampe un armoriale dei comuni del dipartimento del Nord in cui venivano riprodotti gli stemmi utilizzati per identificare ciascun comune. Vennero inseriti emblemi in uso già da tempo, ma ne vennero assegnati anche di nuovi a chi ne era sprovvisto. In quest'ultimo caso si scelsero gli stemmi delle istituzioni ecclesiastiche alle quali questi comuni erano appartenuti (come le abbazie)
o quelli delle famiglie nobili che
ne avevano detenuto la signoria. Dato il vasto numero di comuni del dipartimento non fu possibile svolgere delle ricerche
approfondite e alcuni stemmi vennero creati senza alcun fondamento storico o privi di legami con il territorio. Le principali famiglie nobili di Quesnoy erano state i d'Oignies e i Mailly, ma i loro blasoni erano già stati associati ad altri comuni; si cercò pertanto quello di una casata che riportasse il nome della località e fu scelto lo stemma dei de Quesnoy (scaccato d'oro e di rosso), che però erano stati signori di Quesnoy presso Péruwelz, in Belgio, quindi senza alcuna relazione con la storia del luogo.

### Onorificenze
- Croix de guerre 1914-1918

## Società

### Evoluzione demografica
Abitanti censiti